# Reinhard Genzel
Reinhard Genzel (født 24. marts 1952) er en tysk astrofysiker og professor ved University of California, Berkeley. I 2020 modtog han fjerdedelen af Nobelprisen i fysik — Andrea Ghez og Roger Penrose modtog henholdsvis en fjerdedel og halvdelen af prisen — for deres "opdagelse af en formation af et sort hul er en robust forudsigelse af den generelle relativitetsteori".